# کراس (واسط نرم‌افزاری)
کراس (به انگلیسی: Keras) یک کتابخانه متن-باز است که یک واسط پایتون برای شبکه‌های عصبی مصنوعی تدارک می‌بیند. کراس بصورت یک واسط برای کتابخانه تنسورفلو عمل می‌کند.

## تاریخچه
کراس κέρας به معنی و برگرفته از کرنا می باشد. 
تا نسخه ۲٫۳، کرس از چندین بک‌اند پشتیبانی می‌کرد، که شامل تنسورفلو، جعبه‌ابزار شناختی مایکروسافت، ثینو، PlaidML می‌شد. از نسخه ۲٫۴ فقط تنسورفلو را پشتیبانی می‌کند. کرس برای آزمایش سریع شبکه‌های عصبی عمیق طراحی شده‌است و تمرکز آن روی کاربر-پسندی، ماژولار بودن، و گسترش‌پذیری بوده‌است. این ابزار به عنوان بخشی از تلاش پژوهشی روی پروژه ONEIROS (سیستم عامل روباتی هوشمند نورو-الکتریکی متنهی-باز) توسعه یافت، و نویسنده و نگهدارنده اصلی آن فرانسوا شوله، که یک مهندس گوگل هست می‌باشد. شوله نویسنده مدل شبکه عصبی عمیق Xception هم هست.

## ویژگی‌ها
کراس شامل پیاده‌سازی‌های بیشماری از بلوک سازنده شبکه-عصبی معمول مثل لایه‌ها، اهداف، توابع فعال‌سازی، و بهینه‌سازها است، و از ابزارهایی برای کار با تصویر و داده متنی برای ساده‌سازی برنامه‌نویسی در حوزه شبکه عصبی عمیق میزبانی می‌کند. کد آن در گیت‌هاب میزبانی می‌شود، و انجمن آن تالارهای گفتگویی دارند که شامل صفحه مشکلات گیت‌هابو کانال اسلک می‌شود.
اضافه بر شبکه‌های عصبی استاندارد، کراس از شبکه‌های عصبی پیچشی و بازگشتی هم پشتیبانی می‌کند. همچنین از دیگر لایه‌های کاربردی معمول مثل حذف تصادفی، نرمال‌سازی دسته‌ای، و ادغام هم پشتیبانی می‌کند.
کراس به کاربران امکان ایجاد مدل‌های عمیق روی تلفن هوشمند (iOS و اندروید)، روی وب، یا روی ماشین مجازی جاوا را می‌دهد. کراس امکان استفاده از یادگیری توزیع شده مدل‌های یادگیری-عمیق روی خوشه‌های واحد پردازش گرافیکی (GPU) و واحد پردازشی تنسور (TPU) را فراهم می‌کند.